# Psycho Motel
Gli Psycho Motel sono stati un gruppo musicale rock alternativo britannico fondato da Adrian Smith e nato dalle ceneri dei The Untouchables.

## Storia
La prima formazione lo vedeva accompagnato dal norvegese Hans Olav Solli alla voce, Gary Liedeman al basso e Mike Sturgis alla batteria. Successivamente il posto di cantante venne preso da Andy Makin. A causa dell'entrata di Smith nel gruppo di Bruce Dickinson e del suo successivo rientro negli Iron Maiden, il gruppo venne sciolto. Sturgis entrò nei 21 Guns (dalle cui file proveniva Solli) dell'ex Thin Lizzy Scott Gorham.

## Discografia
- 1995 – State of Mind
- 1997 – Welcome to the World